# Osthausen-Wülfershausen
Osthausen-Wülfershausen ist eine Gemeinde im Ilm-Kreis in Thüringen in Deutschland. Die Gemeinde gehört der Verwaltungsgemeinschaft Riechheimer Berg an, deren Verwaltungssitz sie ist.

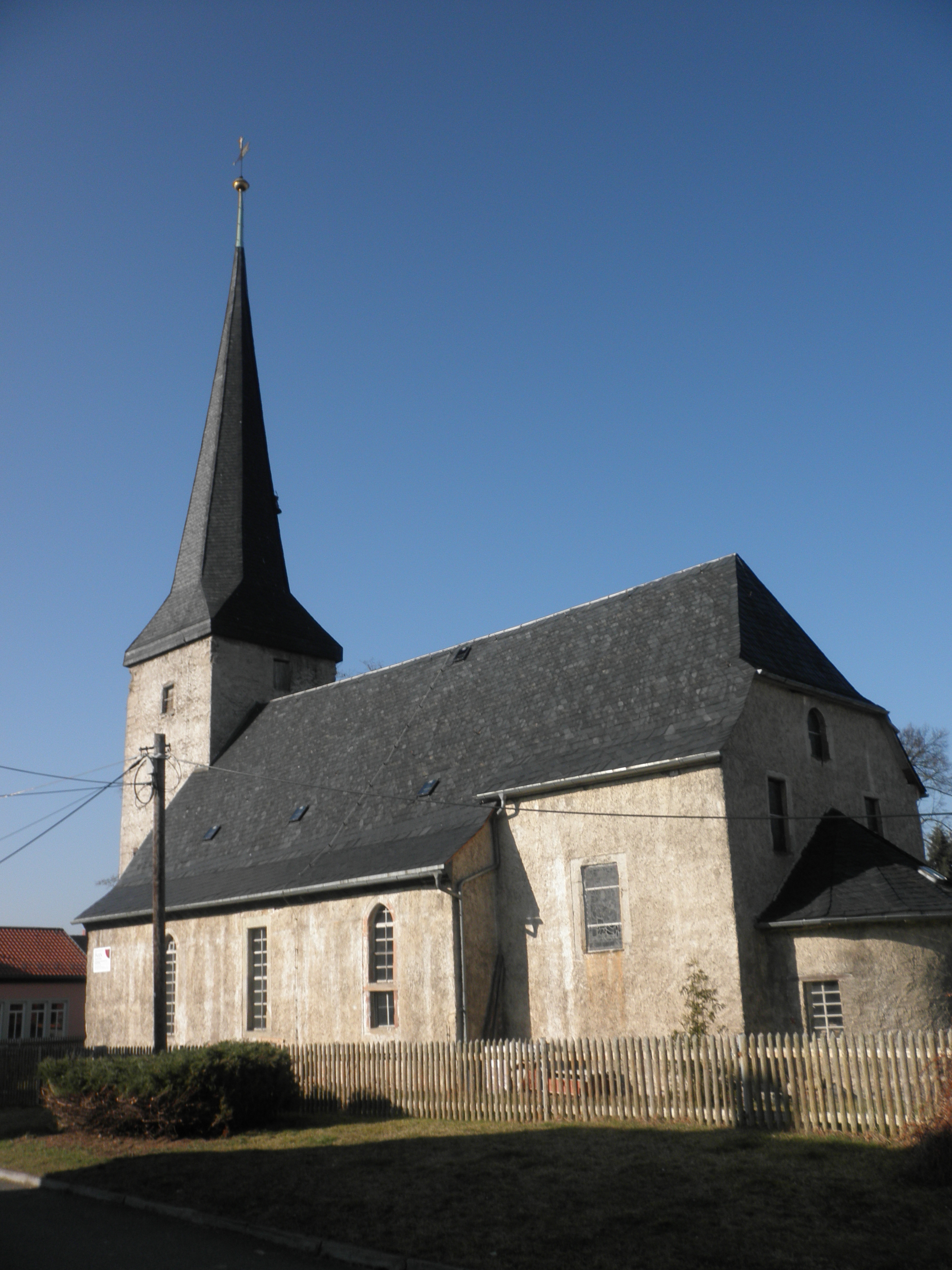
Kirche in Osthausen

## Geografie

### Geografische Lage
Osthausen liegt circa 14 Kilometer östlich von Arnstadt und 20 Kilometer südlich von Erfurt. Zirka zehn Kilometer nördlich des Dorfes verläuft die A 4 und zirka sechs Kilometer westlich die A 71, die über den Anschluss Arnstadt-Süd zu erreichen ist.

### Nachbargemeinden
Im Uhrzeigersinn, beginnend im Norden: Elleben, Hohenfelden, Kranichfeld, Witzleben, Bösleben-Wüllersleben, Alkersleben

### Gemeindegliederung

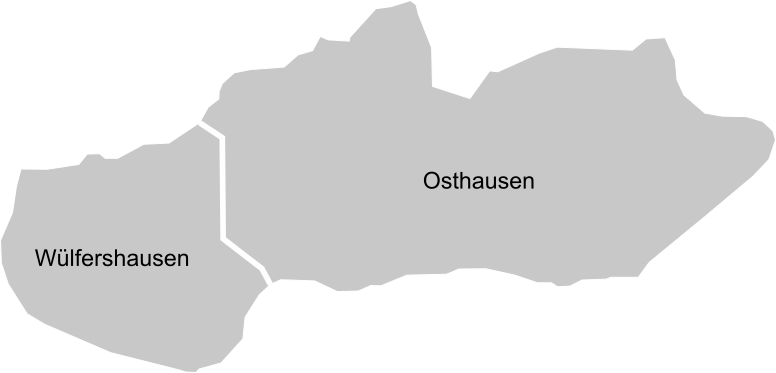
Ortsteile Osthausen-Wülfershausen

Zwei Ortsteile werden für die Gemeinde geführt:
- Osthausen (397 Einwohner)
- Wülfershausen (179 Einwohner)

## Geschichte

### Gründung der Gemeinde
Am 16. Mai 1968 erfolgte die Zusammenlegung der Gemeinden Osthausen und Wülfershausen zur Gemeinde Osthausen-Wülfershausen.

### Einwohnerentwicklung
Entwicklung der Einwohnerzahl:
| - 1843 – 531 - 1939 – 552 - 1989 – 602 - 2005 – 553 - 2010 – 537 - 2015 – 537 - 2020 – 508 |

 Datenquelle: ab 1994 Thüringer Landesamt für Statistik – Werte vom 31. Dezember

## Politik

### Gemeinderat
Der Rat der Gemeinde Osthausen-Wülfershausen besteht aus acht Ratsfrauen und Ratsherren. Nach der Kommunalwahl am 26. Mai 2024 ergibt sich die folgende Zusammensetzung:
| Partei / Liste                | Stimmenanteil | Sitze |                 | Ergebnis 2019 |
| Feuerwehrverein Wülfershausen | 38,8 %        | 3     | 38,4 %, 3 Sitze |               |
| Förderverein Kirche Osthausen | 30,7 %        | 3     | 33,3 %, 3 Sitze |               |
| CDU                           | 30,4 %        | 2     | 14,4 %, 1 Sitze |               |
| SPD                           | –             | –     | 13,9 %, 1 Sitze |               |

### Bürgermeister
Der ehrenamtliche Bürgermeister ist seit 2014 Klaus Kolodziej (CDU), er wurde zuletzt am 19. Juli 2020 im Amt bestätigt.

## Wirtschaft und Infrastruktur
Die Aufgaben der Wasserversorgung und Abwasserbeseitigung wurden auf den Wasser-/Abwasserzweckverband Arnstadt und Umgebung übertragen.

## Persönlichkeiten
- Max Maurenbrecher (* 17. Juli 1874 in Königsberg; † 30. April 1930 in Osthausen), deutscher Geistlicher, Publizist und Politiker, verbrachte seine letzten Lebensjahre als Pfarrer in Osthausen